# Branche Ouest de la rivière Gounamitz
Pour les articles homonymes, voir Gounamitz.
La Branche Ouest de la rivière Gounamitz est un affluent de la Rivière Gounamitz laquelle constitue à son tour un affluent de la tête de la rivière Ristigouche. Ces plans d'eau coulent dans le Nord-Ouest du Nouveau-Brunswick, au Canada.
Le cours de la « Branche Ouest de la rivière Gounamitz » traverse successivement:
- le comté de Restigouche: paroisse de Saint-Quentin;
- le comté de Madawaska: paroisse de Rivière-Verte.

Une route forestière longe la rive Nord de la partie inférieure de la rivière.

## Géographie
La « Branche Ouest de la rivière Gounamitz » prend sa source de ruisseaux de montagne situés en zone forestière, sur le flanc Sud du sommet Peak (altitude: 636 m). Cette source est située dans la paroisse de Saint-Quentin, dans le comté de Restigouche.
Cette source est située à :
- 2,9 km au Nord-Est de la limite de la paroisse de Saint-Quentin et de paroisse de Rivière-Verte;
- 17,9 km au Nord-Est de la rive Sud-Est du Lac First;
- 12,2 km au Nord-Ouest de la confluence de la « Branche Ouest de la rivière Gounamitz »;
- 35,6 km au Nord-Ouest de la confluence de la rivière Gounamitz;
- 25,6 km au Sud-Est de la limite Sud de la province de Québec.

La « Branche Ouest de la rivière Gounamitz » coule en zone forestière, plus ou moins en parallèle du côté Ouest de la Branche Nord de la rivière Gounamitz.
À partir de sa source, la "Branche Ouest de la rivière Gounamitz" coule sur 17,8 km réparti comme suit:
- 4,0 km vers le Sud dans la paroisse de Saint-Quentin (comté de Restigouche), jusqu’à la limite de la paroisse de Rivière-Verte (comté de Madawaska);
- 9,3 km vers le Sud-Est dans la paroisse de Rivière-Verte, jusqu’au ruisseau Caribou (venant de l’Ouest);
- 4,5 km vers l’Est, jusqu'à la confluence de la « Branche Ouest de la rivière Gounamitz »[1].

La « Branche Ouest de la rivière Gounamitz » se déverse sur la rive Sud de la rivière Gounamitz, dans la paroisse de Rivière-Verte, comté de Madawaska. Cette confluence qui constitue la tête de la rivière Gounamitz est située à :
- 21,4 km au Nord-Ouest de la confluence de la rivière Gounamitz;
- 41,6 km au Nord-Ouest du centre du village de la paroisse de Saint-Quentin;
- 43,1 km au Nord-Est du centre-ville de Edmundston;
- 84,4 km au Sud-Ouest du pont de Campbellton (Nouveau-Brunswick), enjambant la rivière Ristigouche.